# Lightning (software)
El proyecto Lightning anunciado el 22 de diciembre de 2004 y actualmente en desarrollo por Fundación Mozilla, es una extensión que añade funciones de calendario y agenda al cliente de correo y noticias Mozilla Thunderbird. Lightning es un calendario compatible con iCalendar.
Al contrario de Mozilla Sunbird, el objetivo de Lightning es integrarse con Thunderbird. El proyecto Lightning ha sido desarrollado simultáneamente con el proyecto Sunbird.
La primera versión de prueba de Lightning, versión 0.1, fue lanzada el 14 de marzo de 2006, la versión 0.3 el 10 de octubre de 2006, la 0.5 el 27 de junio de 2007, la 0.7 el 25 de octubre de 2007 y la versión 0.8 fue lanzada el 4 de abril de 2008.
"Lightning" es el título del proyecto y no el nombre oficial del producto, por lo tanto es incorrecto llamarlo "Mozilla Lightning".
- Datos: Q854029
- Multimedia: Lightning (software) / Q854029